# Clotilde-Suzanne Courcelles de Labrousse
Pour les articles homonymes, voir Labrousse.
Clotilde-Suzanne Courcelle-Labrousse, dite Suzanne Labrousse ou Suzette Labrousse, est une prophétesse autoproclamée, proche des Jacobins, qui aurait fait des prophéties sur l'avenir de la Révolution française. Née le 8 mai 1747 à Vanxains, près de Ribérac, dans le Périgord, elle est morte en 1821 à Paris.

## Enfance
Issue d'un milieu aisé, probablement noble, Suzanne est éduquée chez les Ursulines de Périgueux ; baignée de mysticisme, elle se croit porteuse d'une mission divine et « destinée à devenir une prophétesse » qui l’incite à s’enfuir de la demeure paternelle où elle sera vite ramenée. Elle aurait présenté dans son enfance ou au début de l'adolescence une crise mystique avec hallucinations, qui semble avoir été le point de départ de ce que l'on peut considérer (selon le point de vue dont on l'envisage) soit comme sa "mission", soit comme son délire.
Elle devient religieuse de l'Ordre des Tiercelines de Saint-François à 19 ans, dans le but déclaré de convertir des pécheurs à travers le monde. Elle réclame, à travers un récit de sa vie, à son supérieur, l'évêque de Périgueux, Monsieur de Flamarens, le droit d'aller prêcher en dehors des murs du couvent. L'évêque transmet le courrier à l'un de ses proches, Christophe Antoine Gerle, prieur de la Chartreuse de Vauclaire. Elle attire son attention par sa conviction d'avoir une vie dictée directement par Dieu et par ses prophéties. Ils entretiennent une correspondance, où elle lui parle de "régénération" et de "réforme de la chrétienté". Et déjà, avant même que celle-ci n’éclate, Suzette Labrousse aurait annoncé la Révolution française, la chute de la noblesse et du clergé.On peut cependant se demander si de telles interprétations de ses prophéties n'ont pas été élaborées a posteriori, en particulier sous l'influence de l'évêque Pontard et de Dom Gerle. Elle aurait également prophétisé que « l'église allait sortir de l'esclavage, et redevenir aussi florissante que dans les premiers siècles, » mais il est nécessaire qu'elle soit « purifié par un bain de sang.»

## Vie mondaine
Emmenée à Paris en 1790 ou 1791, par Pierre Pontard, évêque constitutionnel de la Dordogne et président de l'assemblée électorale, elle en épouse la cause.
Elle est accueillie par une princesse du sang, Louise-Marie-Thérèse-Bathilde d'Orléans, Duchesse de Bourbon, où elle commence à prophétiser contre la Papauté et en faveur de la constitution civile du clergé. Elle saluait en Maximilien de Robespierre le Messie de la Révolution. Son ignorance et son orgueil la marginalisent dans la haute société, mais elle est remarquée aux salons occultistes de la duchesse de Bourbon. Pierre Pontard publiera d'abord en 1790 Recueil de prophéties concernant la Révolution française suivies d'une prédication qui annonce la fin du monde.
Entre 1792 et 1793, Pierre Pontard, publiera aux frais de la duchesse de Bourbon un Journal prophétique où les prédictions de Suzette Labrousse se trouveraient confirmées par celles de jansénistes. Selon elle, l'Apocalypse de saint Jean contiendrait les preuves que la Révolution française initie une "régénération universelle".
C'est Dom Gerle qui portera ses dires aux Jacobins et voulu la faire présenter à l'Assemblée mais ils s'y ridiculisèrent face aux Girondins. Dom Guerle racontera qu'elle aurait prophétisé en 1769, qu'il devra faire partie d'une Assemblée nationale, et il aurait déclaré, selon ses détracteurs, lors de l'Assemblée Constituante que la constitution civile du clergé fait partie des plans de Dieu, rapportés par Suzette Labrousse. Il demandera même à l'Assemblée Constituante d'accorder sa protection à celle-ci.

## Le voyage vers Rome
Éclipsée dans les salons occultistes par Catherine Théot, elle rentre quelque temps dans le Périgord. Soutenue par l'évêque Pontard, elle décide de revenir en 1792 pour porter à Rome les principes de liberté et d'égalité, ainsi que le principe de constitution civile du clergé. La prophétesse compte même proposer au Pape l'abdication.
Avant de se rendre là bas, elle réunit, à l'Élysée ou elle réside, chez la duchesse de Bourbon, Pierre Pontard, Éléonore-Marie Desbois (Évêque de la Somme), Claude Fauchet (Évêque du Calvados), Dom Gerle, la duchesse de Bourbon, Louis-Claude de Saint-Martin ainsi que le commandant Péchausse, qui commande une division de la garde nationale. Elle compte sur leur soutien, tant moral que financier. Au milieu de son exposé, Suzette Labrousse aurait annoncé la résurrection du Dauphin et de Mirabeau. Fauchet est sceptique, Louis-Claude de Saint-Martin en parlera dans ses écrits.
Prêchant sur son chemin dans toutes les villes, comme à Lyon ou Marseille, en utilisant la rhétorique jacobine, elle est mal reçue en Italie. Chassée de Bologne par le légat, elle est finalement arrêtée à Viterbe et emmenée au château Saint-Ange. Elle est condamnée à la réclusion perpétuelle.
Le Directoire, peu convaincu par ses prophéties, réclame son élargissement en 1796 mais elle refuse de sortir, se considérant bien traitée. Elle ne le fera que lorsque les troupes françaises prennent Rome, le 11 février 1798 (23 pluviôse an VI), lors de la Campagne d'Italie; elle revient alors à Paris. Elle mourut entourée d'un cercle de fidèles, en se croyant toujours inspirée par Dieu, et faisant de Pierre Pontard son exécuteur testamentaire, et lui léguant 3000 francs, testament immédiatement attaqué par sa famille.

### Aspects psychopathologiques du personnage
La personnalité et les productions (textes, discours) de Suzette Labrousse ont bien sûr intéressé les religieux,les historiens, mais aussi les médecins et tout particulièrement les psychiatres. Longtemps considérée comme une hystérique, elle fut décrite par le Dr Federico Murga, dans sa thèse soutenue à Paris en 1914, comme un pur exemple de délire paranoïaque.Cette description est faite en référence à la description des délires systématisés progressifs par E. Régis dans son Manuel de Psychiatrie publié la même année. Depuis, la classification des psychoses a évolué, et on peut penser qu'au XXIe siècle on décrirait son cas comme étant une forme de schizophrénie, en particulier en raison du début très précoce des symptômes, mais aussi de l'importance des hallucinations dans la genèse des prophéties de Suzette Labrousse.